# (27736) Ekaterinburg
(27736) Ekaterinburg est un astéroïde de la ceinture principale.

## Description
(27736) Ekaterinburg est un astéroïde de la ceinture principale. Il fut découvert le 22 septembre 1990 à La Silla par Eric Walter Elst. Il présente une orbite caractérisée par un demi-grand axe de 3,14 UA, une excentricité de 0,33 et une inclinaison de 11,3° par rapport à l'écliptique.

## Compléments